# عبد الحميد دشتي
عبد الحميد عباس حسين دشتي (5 أغسطس 1954) هو محام ونائب سابق في مجلس الأمة الكويتي. تخرج من الكلية العسكرية الكويتية عام 1974 حيث بدأ حياته كطيار وتدرج في عدة مناصب في المجال العسكري بالقوة الجوية والدفاع الجوي حتى استقال من الخدمة العسكرية عام 1982م. أُسقطت الحصانة عنه بواسطة مجلس الأمة الكويتي ثم أُحيل للمُحاكمة في قضيتي الإساءة للقضاء الكويتي والإساءة للسعودية والبحرين وحُكم عليه غيابيًا بـ14 سنة. صدر في 20 ديسمبر 2017 حكم جديد يقضي بحبس النائب السابق عبد الحميد دشتي الهارب من تتفيذ احكام السجن، لمدة 5 سنوات إضافية، وبذلك يرتفع إجمالي أحكام السجن بحقه لتصل إلى 55 سنة، معظمها صدرت غيابيًا لعدم تواجده في الكويت.

## المؤهلات العلمية
- خريج الكلية العسكرية بدولة الكويت عام 1974م.
- درس التجارة في جامعة بيروت العربية.
- حاصل على ليسانس حقوق من جامعة الإسكندرية.

## عضوية الجمعيات
- عضو اتحاد المحاميين العرب.
- عضو الاتحاد الدولي للمحاميين.
- عضو المجلس العربي لدعم المحاكمة العادلة ( ACSFT ) وحقوق الإنسان.
- عضو المنظمة الدولية لحقوق الإنسان.
- رئيس اللجنة القانونية للجمعية السورية الفلسطينية لحق العودة.

## مواقفه
عُرف عبد الحميد دشتي بمواقفه المناوئة والعدائية للمملكة العربية السعودية والبحرين وتأيده لإيران والنظام السوري وحزب الله في لبنان.

### مقاطعة جلسة مجلس الأمة
في 14 يناير 2016، بعد صدور أحكام قضائية بالإعدام والسجن بالمُدانين بقضية خلية العبدلي للتخابر مع إيران وحزب الله اللبناني، أعلن عدد من نواب الشيعة من بينهم عبد الحميد دشتي بمُقاطعة جلسة من جلسات مجلس الأمة اعتراضًا على هذه الأحكام القضائية. بينما علق النائب السابق علي الراشد بأن «مقاطعة الجلسة من قبل بعض النواب هو أسوأ من خلية العبدلي نفسها، لأنها تعتبر مثالا للطائفية في البلد» وأضاف بأن عليهم إصدار بيان اعتذار للشعب الكويتي.

## محاكمته
أسقط مجلس الامة الكويتي الحصانة من النائب عبد الحميد دشتي على خلفية مُهاجمته المُستمرة للسعودية والبحرين وأُحيل للمحاكمة بتهمة الإساءة للقضاء الكويتي والإساءة للسعودية والبحرين وحكم عليه غيابياً بـ14 سنة.
حيث انه ايضا تم سحب جنسيته
غادر عبد الحميد دشتي الكويت إلى وجهة غير معروفة بعد أن حوصر قضائيًا.
أعلن النائب العام الكويتي، وبحسب اتفاقية الأحكام والإعلانات القضائية لدول الخليج بضبط دشتي وإحضاره بعد رفع الحصانة عنه، حيث أصدرت محكمة بحرينية حكمًا بسجنه عامين. وأصدرت الشرطة الدولية «الإنتربول» مذكرة لضبط وإحضار النائب الكويتي عبد الحميد دشتي.